# بروس غروفز
بروس غروفز (1 مارس 1947 في جنوب أفريقيا - 31 يناير 2014 بديربان في جنوب أفريقيا) (بالإنجليزية: Bruce Groves)‏ هو لاعب كريكت جنوب أفريقي.

## وصلات خارجية
- بروس غروفز على موقع إي آس بي آن كريك إنفو (الإنجليزية)